# Jan Załęski

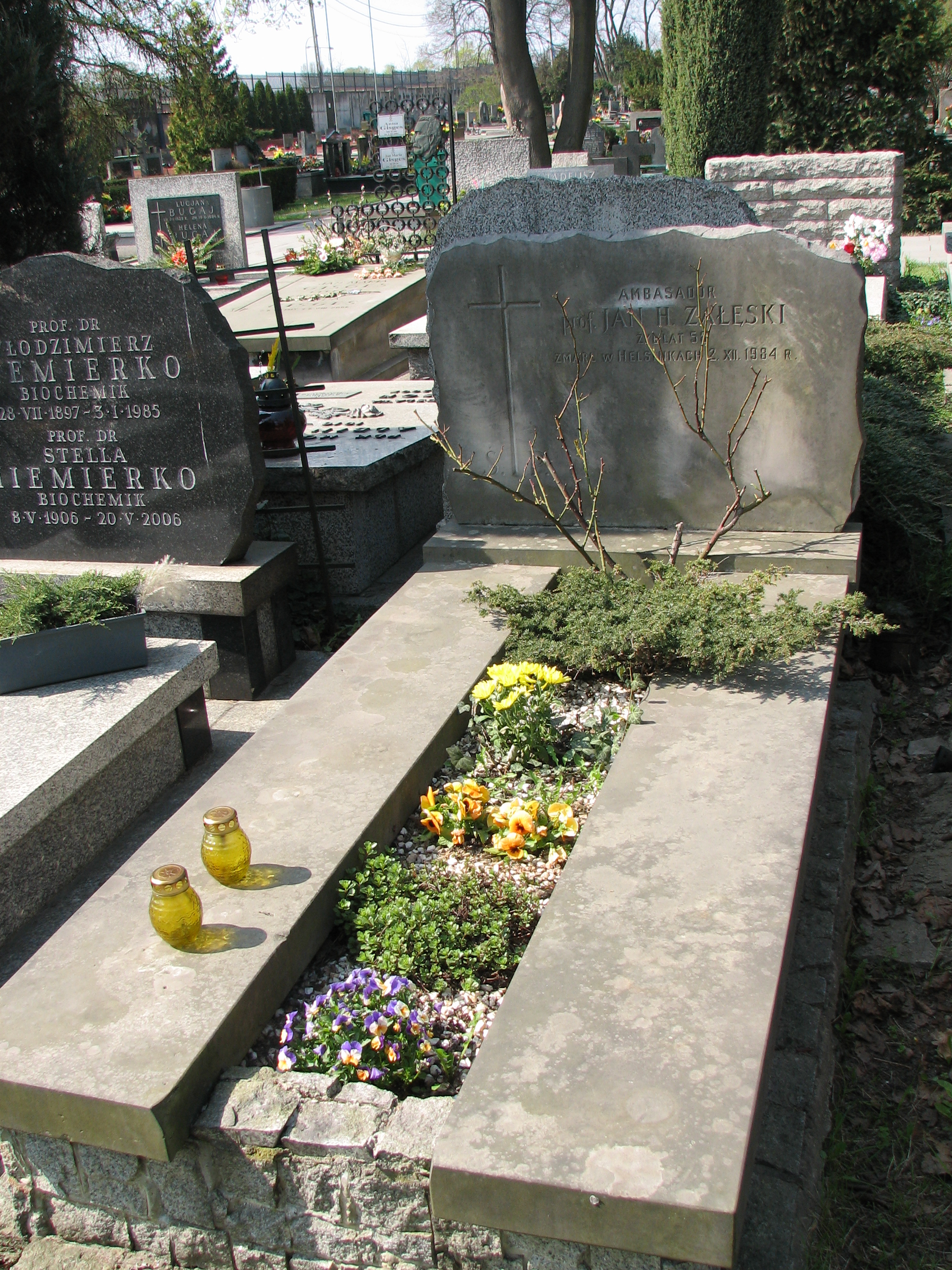
Grób Jana Załęskiego na Powązkach Wojskowych

Jan Henryk Załęski (ur. 9 czerwca 1926 w Grodzisku Mazowieckim, zm. 2 grudnia 1984 w Helsinkach) – technolog żywności, polityk i naukowiec. W latach 1980–1981 minister przemysłu spożywczego i skupu, w latach 1983–1984 ambasador PRL w Finlandii.

## Życiorys
Syn Zygmunta i Zofii. Absolwent Szkoły Głównej Gospodarstwa Wiejskiego w Warszawie. w 1978 otrzymał tytuł profesora nadzwyczajnego nauk technicznych. W latach 1959–1960 studiował w zakresie technologii żywności, żywienia i biochemii Massachusetts Institute of Technology w Bostonie. W latach 1943–1944 był robotnikiem w Zarządzie Miejskim Warszawy, od 1952 do 1964 asystent i adiunkt Państwowego Zakładu Higieny, a następnie do 1968 sekretarz naukowy w Instytucie Przemysłu Fermentacyjnego. Od 1973 do 1978 był wykładowcą Akademii Rolniczo-Technicznej w Olsztynie.
Należał do Związku Młodzieży Wiejskiej RP Wici (1945–1948) i Związku Młodzieży Polskiej (1948–1954), w 1968 wstąpił do Zjednoczonego Stronnictwa Ludowego. Od 1980 do 1984 był członkiem Naczelnego Komitetu ZSL. Od 8 października 1980 do 3 lipca 1981 był ministrem przemysłu spożywczego i skupu w rządzie Józefa Pińkowskiego i Wojciecha Jaruzelskiego. Następnie do 1982 podsekretarzem stanu i I zastępcą ministra rolnictwa i gospodarki żywnościowej. Od 1983 roku Ambasador PRL w Helsinkach. Zmarł nagle w wyniku nieudanej operacji trzustki w Szpitalu Uniwersyteckim w Helsinkach. Pochowany na cmentarzu Powązki Wojskowe w Warszawie (kwatera C39-4-5).